# Vicejefe de Operaciones Navales

Bandera

El vicejefe de Operaciones Navales (en inglés: Vice Chief of Naval Operations; VCNO) es el segundo jefe de la Armada de los Estados Unidos. Es un cargo ejercido por un almirante. Su superior es el jefe de Operaciones Navales.
Desde el 5 de enero de 2024 el almirante James W. Kilby ostenta el cargo.